# Bassa (popolo bantu)

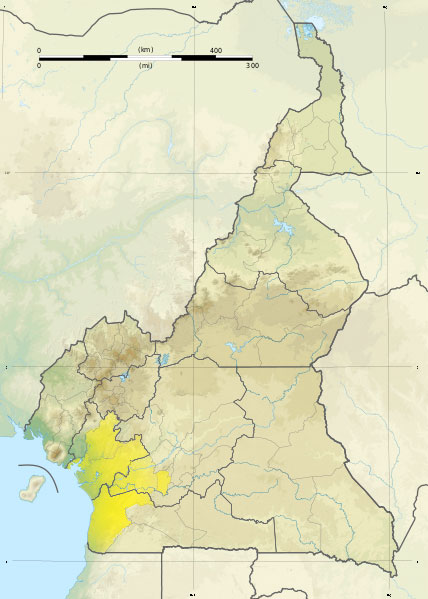
Distribuzione dei Bassa in Camerun.

I Bassa (anche scritto Basa o Basaa e talvolta noti come Bassa-Bakongo) sono un gruppo etnico di ceppo bantu che vive nelle aree costiere del Camerun, in particolare nelle regioni del Litorale e del Sud. Parlano la lingua basaa, appartenente al gruppo delle lingue bantu. Non vanno confusi con l'omonima popolazione che vive in Liberia.

## Storia
Per secoli, i Bassa hanno abitato la costa atlantica di quella che oggi è il Camerun, vivendo di agricoltura di sussistenza e pesca. Durante l'epoca coloniale, furono sfollati dai Duala e dai primi commercianti europei, subendo sfruttamento ed emarginazione durante l'era del Camerun tedesco. La maggior parte dei Bassa era anticolonialista, e combatterono contro l'espansione tedesca oltre la costa. Tuttavia, subirono una grave sconfitta e furono sottoposti ai lavori forzati nella costruzione della ferrovia Douala-Yaoundé. Furono comunque in grado di trarre vantaggio dai missionari cristiani per ottenere un'istruzione in stile occidentale, in particolare dai protestanti tedeschi e dai presbiteriani americani.
I Bassa hanno svolto un ruolo di primo piano durante la decolonizzazione e la regione Bassa-Bakongo è stata un focolaio di nazionalismo anti-coloniale radicale, in particolare con l'Union des Populations du Cameroun (UPC), fino all'indipendenza del Camerun ottenuta il 1 gennaio 1960.